# Matti Raivio
Matti Raivio (22 febbraio 1893 – 25 maggio 1957) è stato un fondista finlandese.

## Palmarès

### Mondiali
- Oro a Lahti 1926 nei 30 km.
- Oro a Lahti 1926 nei 50 km.